# Matt Guerrier
Pour les articles homonymes, voir Guerrier (homonymie).
Matthew Olson Guerrier (né le 2 août 1978 à Cleveland, Ohio, États-Unis) est un ancien lanceur de relève droitier qui a évolué dans les Ligues majeures de baseball de 2004 à 2014.

## Carrière
Après ses études secondaires à la Shaker Heights High School de Shaker Heights (Ohio), Matt Guerrier est repêché le 4 juin 1996 par les Royals de Kansas City au 33e tour de sélection.  Il repousse l'offre et entame ses études supérieures à la Kent State University de Kent (Ohio). Guerrier rejoint les rangs professionnels après le repêchage amateur du 2 juin 1999 au cours duquel il est sélectionné par les White Sox de Chicago au 10e tour. 
Encore joueur de Ligues mineures, il est échangé le 27 mars 2002 aux Pirates de Pittsburgh. Mis en ballottage à la fin de la saison 2003, Guerrier se retrouve aux Twins du Minnesota le 20 novembre 2003.

### Twins du MInnesota
Guerrier débute en Ligue majeure le 17 juin 2004 et s'impose rapidement comme titulaire au sein de la rotation des releveurs des Twins. Il prend ainsi part à 76 matchs en 2008, et 79 matchs en 2009, record ces saisons là pour un releveur en Ligue américaine.

### Dodgers de Los Angeles

#### Saison 2011
En décembre 2010, Guerrier signe un contrat de 12 millions de dollars pour trois saisons avec les Dodgers de Los Angeles. Il présente une moyenne de points mérités de 4,07 en 70 sorties et relève et 66 manches et un tiers lancées en 2011, avec 4 victoires et 3 défaites.
Employé dans 70 parties en 2011, sa moyenne de points mérités s'élève à 4,07 en 66 manches et un tiers lancées, avec 4 victoires, 3 défaites et un sauvetage.

#### Saison 2012
Ennuyé par une inflammation au coude dès le début de la saison 2012, il se retrouve sur la liste des joueurs blessés et ne joue pas du 18 avril au 31 août. Il apparaît au total dans 16 parties, lançant 14 manches où il accorde 6 points mérités pour une moyenne de 3,86 et subit deux défaites.

#### Saison 2013
En 2013, il apparaît dans 34 parties des Dodgers d'avril à juin mais les succès ne sont pas au rendez-vous avec une moyenne de 4,80 en 30 manches au monticule.

### Cubs de Chicago
Le 2 juillet 2013, les Dodgers échangent Guerrier aux Cubs de Chicago contre le lanceur de relève droitier Carlos Mármol. Il maintient une moyenne de points mérités de 2,13 avec deux victoires et une défaite en 15 matchs et 12 manches et deux tiers lancées pour les Cubs en seconde moitié de saison. Il termine 2013 avec 4 gains, autant de revers, et une moyenne de 4,01 en 42 manches et deux tiers lancées lors de 49 sorties pour Los Angeles et Chicago.

### Retour chez les Twins
Le 29 janvier 2014, Guerrier revient chez les Twins du Minnesota, avec qui il signe un contrat des ligues mineures. Il y joue en 2014 sa dernière saison dans les majeures.